# Sophie-Charlotte de Brandebourg-Bayreuth
La princesse Sophie-Charlotte de Brandebourg-Bayreuth (Sophie-Charlotte Albertine; 27 juillet 1713 - 2 mars 1747), est une aristocrate allemande, membre de la Maison de Hohenzollern et par mariage duchesse de Saxe-Weimar et de Saxe-Eisenach.
Née à Weferlingen, elle est le quatrième des cinq enfants nés du mariage de Georges-Frédéric-Charles de Brandebourg-Bayreuth et de la princesse Dorothée de Schleswig-Holstein-Sonderbourg-Beck. En 1716, sa mère a été reconnue coupable d'adultère et emprisonnée et elle ne l'a probablement jamais revue.

## Biographie
À Bayreuth, le 7 avril 1734, Sophie Charlotte épouse Ernest-Auguste Ier de Saxe-Weimar-Eisenach dont elle est la seconde épouse. Ils ont eu quatre enfants :
1. Charles Auguste Eugène, prince héréditaire de Saxe-Weimar (Weimar, 1er janvier 1735 - Weimar, le 13 septembre 1736).
2. Ernest-Auguste II de Saxe-Weimar-Eisenach (Weimar, 2 juin 1737 - Weimar, 28 mai 1758).
3. Ernestine de Saxe-Weimar-Eisenach (Weimar, 4 janvier 1740 - Hildburghausen, 10 juin 1786), mariée le 1er juillet 1758 à Ernest-Frédéric III de Saxe-Hildburghausen.
4. Ernest Adolphe Félix (né et mort à Weimar, 23 janvier 1741).

Le 26 juillet 1741, elle est également devenue duchesse consort de Saxe-Eisenach, après que son mari ait hérité de ce duché.
Sophie-Charlotte meurt à Ilmenau âgé de 33 ans. Elle y fut enterrée.